# Osarizawaíta
La osarizawaíta es un mineral de la clase de los minerales sulfatos, y dentro de esta pertenece al llamado “grupo de la alunita”. Fue descubierta en 1961 en la mina Osarizawa de la ciudad de Kazuno de la prefectura de Akita, en la isla de Honshu (Japón), siendo nombrada así por dicha mina.

## Características químicas
Es un sulfato de plomo, aluminio y cobre, hidroxilado y anhidro. Pertenece al grupo de la alunita. Es el análogo con aluminio de la beaverita con hierro (Pb[(Fe3+)2(Zn,Cu)](SO4)2(OH)6).

## Formación y yacimientos
Es un mineral de aparición rara, que se forma como mineral secundario en la zona de oxidación de los yacimientos hidrotermales de minerales de plomo, cinc y cobre.
Suele encontrarse asociado a otros minerales como: anglesita, beaverita, hidalgoíta, duftita, bindheimita, conicalcita, olivenita, cuarzo, arcilla o goethita.

## Usos
Puede ser extraído mezclado con otros minerales como mena de metales.